# Коган, Александр Григорьевич (учёный)
Алекса́ндр Григо́рьевич Ко́ган (род. 12 марта 1929, Прилуки) — белорусский учёный, доктор технических наук, профессор, заведующий кафедрой «Прядение натуральных и химических волокон» (ПНХВ) Витебского государственного технологического университета, почётный доктор Московского текстильного университета.

## Биография
С 1969 года назначен заведующим кафедрой «Прядение натуральных и химических волокон». 

В 1983 году — защищена докторская диссертация на тему «Разработка и исследование технологии производства комбинированной пряжи и нитей». 

В 1985 году — присвоено звание профессора.

## Научная деятельность
А. Г. Коган является автором более 500 научных и научно-методических работ, 6 из которых — монографии и 55 авторских свидетельств. Им подготовлено 19 кандидатов наук.
Является членом учёного совета художественно-технологического факультета, членом учёного совета университета, заместителем председателя специализированного совета Витебского государственного технологического университета по защите кандидатских диссертаций, членом научно-технического Совета университета, членом методсовета, членом редколлегии межвузовского сборника «Технология текстурирования и кручения», членом научно-технического Совета концерна «БЕЛЛЕГПРОМ», членом докторского Совета Московского текстильного университета, почётным профессором МГТУ им. А. Н. Косыгина. Лауреат Премии Правительства Российской Федерации в области науки и техники (2019).

### Монографии
- Коган А. Г. Производство комбинированной пряжи и нитей.
- Коган А. Г., Березин Е. Ф., и др. Производство комбинированных нитей аэродинамическим способом.
- Ясинская Н. Н., Ольшанский В. И., Коган А. Г. Нестационарная теплопроводность текстильных материалов.
- Рыклин Д. Б., Коган А. Г. Производство многокомпонентных пряж и комбинированных нитей.

### Учебные пособия
- Коган А. Г., Коган С. А., Баранова А. А. и др. Механическая технология текстильных материалов.
- Коган А. Г., Соколов Л. Е., Баранова А. А. и др. Проектирование прядильных производств.
- Баранова А. А., Аленицкая Ю. И., Коган А. Г. Современные технологии текстильной промышленности.
- Коган А. Г., Рыклин Д. Б., Медвецкий С. С. Новое в технике прядильного производства.
- Баранова А. А., Аленицкая Ю. И., Коган А. Г. Современные технологии текстильной промышленности.(2-е изд.)
- Дягилев А. С., Коган А. Г. Методы и средства исследований технологических процессов.